# منیان‌ویل
مَنیان‌ویل (به فرانسوی: Magnanville) یک کمون در بخش ایولین در منطقه ایل-دو-فرانس در شمال مرکزی فرانسه است.

## حمله ۲۰۱۶
در ۱۳ ژوئن ۲۰۱۶، مگنانول محل وقوع یک حمله تروریستی بود. حدود ساعت ۹:۰۰ بعد از ظهر به وقت محلی، یک افسر پلیس ۴۲ ساله به نام «ژان باتیست سالوینگ» پس از ۹ بار چاقو خوردن توسط همسایه خود که در هنگام چاقو زدن، فریاد " الله اکبر " می‌زد و از داعش ستایش می‌کرد، کشته شد. این تروریست سپس همسر سالوایینگ و فرزندش را در خانه خود به گروگان گرفت و بعداً همسر سالوایینگ را که یک افسر پلیس بود نیز کشت. RAID (واحد پلیس فرانسه) به خانه حمله کرد و تروریست را کشت و پسر جوان را نجات داد. داعش مسئولیت این حمله را بر عهده گرفت و ممکن است تروریست از این حمله فیلم گرفته و آن را برای جهادگران سوریه ارسال باشد.